# Corydalis punicea
Corydalis punicea là một loài thực vật có hoa trong họ Anh túc. Loài này được C.Y.Wu ex Govaerts mô tả khoa học đầu tiên năm 1999.